# Uladiwka
Uladiwka (ukrainisch Уладівка; russisch Уладовка Uladowka, polnisch Uładówka) ist ein Dorf im Norden der ukrainischen Oblast Winnyzja mit etwa 2700 Einwohnern (2001).

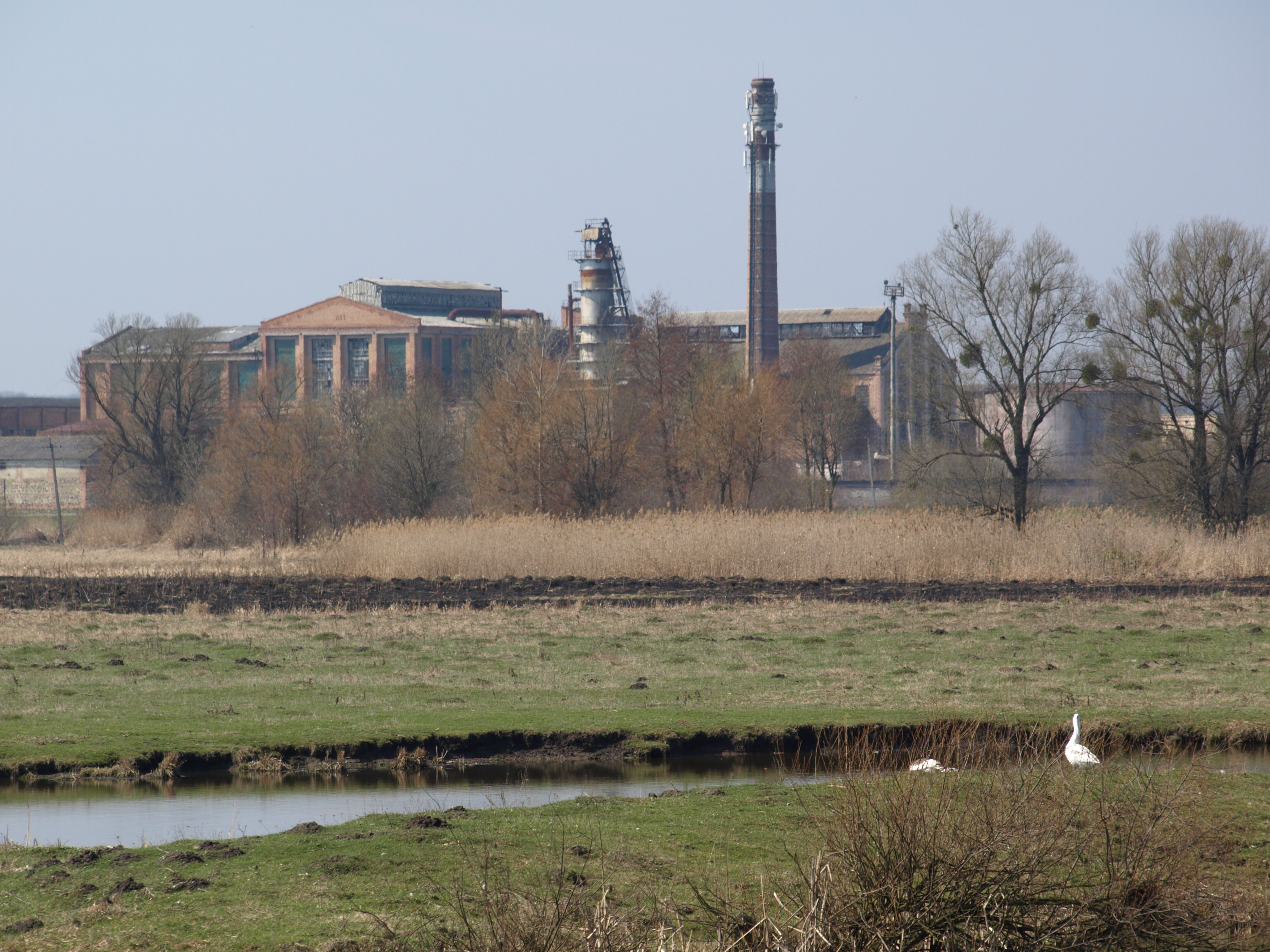
Zuckerfabrik im Dorf

## Geografische Lage
Die Ortschaft mit einer Fläche von 0,314 km² liegt in Podolien auf einer Höhe von 250 m am linken Ufer des Südlichen Bugs, 30 km nordöstlich vom ehemaligen Rajonzentrum Lityn und 41 km nordwestlich vom Oblastzentrum Winnyzja. Das Dorf besitzt eine Bahnstation an der Bahnstrecke zwischen Chmilnyk und Kalyniwka.

## Geschichte

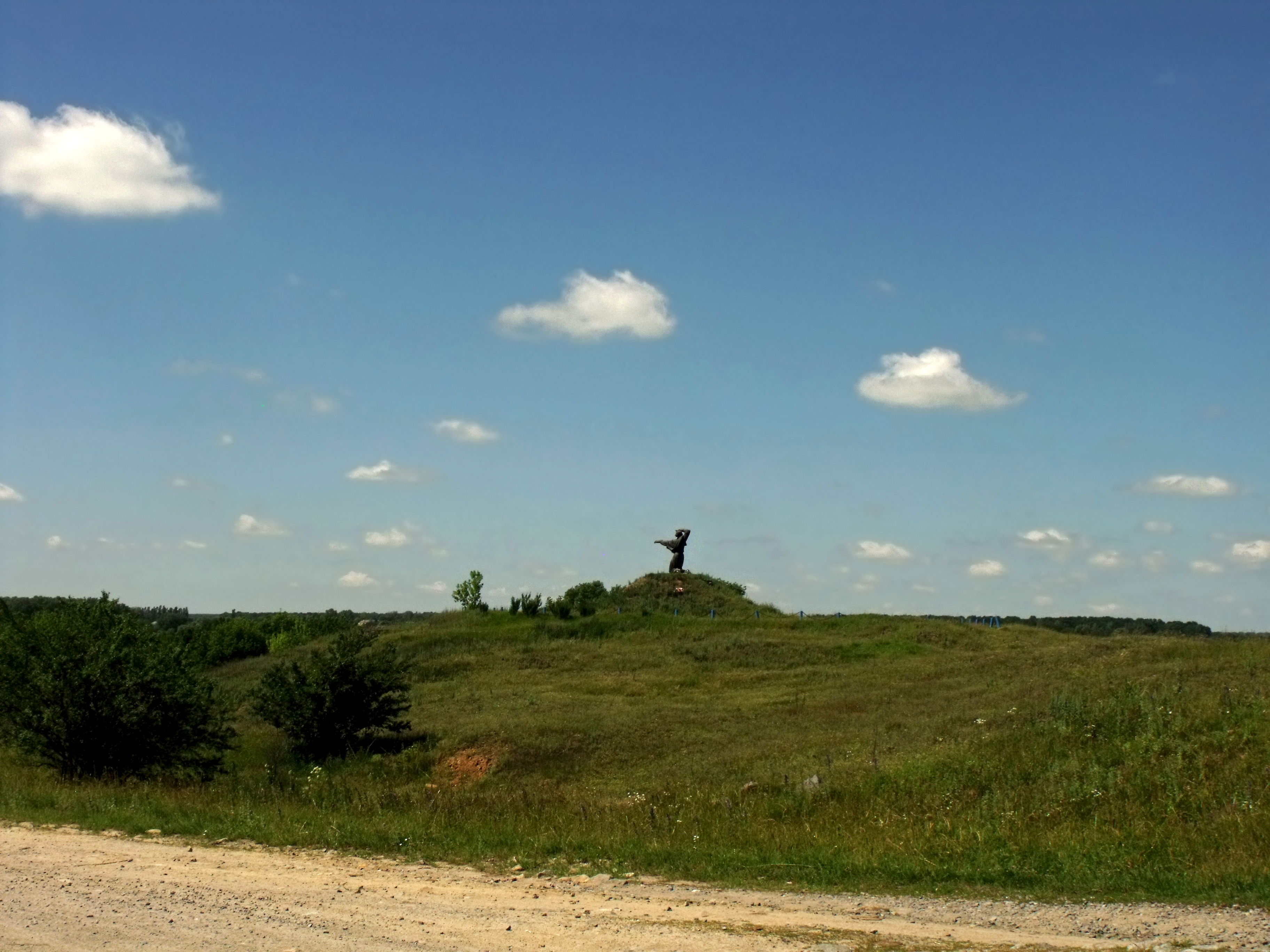
Denkmal an der archäologischen Fundstätte einer Siedlung aus der Zeit der Skythen bei Uladiwka

Das erstmals 1570 schriftlich erwähnte Dorf
lag zu diesem Zeitpunkt in der Woiwodschaft Bracław des Königreichs Polen-Litauen. Von 1672 bis 1699 war es unter türkischer Besetzung. Nach der Zweiten Polnischen Teilung 1793 kam die Ortschaft zusammen mit der gesamten Rechtsufrigen Ukraine an das Russische Kaiserreich und lag ab 1796 im Bezirk Winnica des Gouvernements Podolien. 1860 wurde am nordwestlichen Rand des Dorfes eine Zuckermühle errichtet, eine Raffinerie und 1868 eine Alkohol-Destillerie folgten. Während des Ersten Weltkrieges war das Dorf zwischen März und November 1918 von deutschen Truppen besetzt. Von November 1918 bis März 1919 lag das Dorf in der Ukrainischen Volksrepublik. Im Polnisch-Sowjetischen Krieg kam das Dorf kurzzeitig unter sowjetische Herrschaft, bis es von April bis Juni 1920 von Polen und Truppen der ukrainischen Volksrepublik besetzt wurde. Nach dem Russischen Bürgerkrieg war Uladiwka Teil der Ukrainischen SSR innerhalb der Sowjetunion. Am 14. Juli 1941 besetzte die Wehrmacht das Dorf, das am 9. März 1944 von der Roten Armee zurückerobert wurde. Nach dem Zerfall der Sowjetunion wurde die Ortschaft Bestandteil der unabhängigen Ukraine.

## Gemeinde
Am 12. Juni 2020 wurde das Dorf ein Teil der neugegründeten Landgemeinde Iwaniw, bis dahin bildete es zusammen mit den Dörfern Iwanopil (Іванопіль), Majdan-Bobryk (Майдан-Бобрик) und Pykiwska Slobidka (Пиківська Слобідка) sowie der Ansiedlung Matjaschiwka (Матяшівка) die gleichnamige Landratsgemeinde Uladiwka (Уладівська сільська рада/Uladiwska silska rada) im Norden des Rajons Lityn.
Am 17. Juli 2020 kam es im Zuge einer großen Rajonsreform zum Anschluss des Rajonsgebietes an den Rajon Chmilnyk.